# Busano
Busano és un comune (municipi) de la ciutat metropolitana de Torí, a la regió italiana del Piemont, situat a uns 30 quilòmetres al nord de Torí. A 1 de gener de 2019 la seva població era de 1.636 habitants.
Busano limita amb els següents municipis: Rivara, San Ponso, Favria, Barbania, Vauda Canavese, Oglianico, Front i Valperga.